# Шалон — Ватри
Аэропо́рт Шало́н — Ватри́ (фр. Aéroport Châlons-Vatry, IATA: XCR, ICAO: LFOK) — небольшой международный аэропорт, обслуживающий город Шалон-ан-Шампань (ранее Шалон-сюр-Марн) в северо-восточной Франции. Он расположен в 22 км (14 миль) к юго-востоку от Шалон-ан-Шампани, недалеко от Ватри, в департаменте Марна. В 1953 году он был открыт как авиабаза Ватри, а в 2000 году перешел с военного на гражданское положение.
Для осуществления грузовых операций он именуется аэропортом Ватри. Что касается пассажирских перевозок, он также неофициально называется Париж — Ватри или Париж — Ватри (Дисней), хотя он находится в 147 км (91 миль) к востоку от центра Парижа и приблизительно в 105 км (65 миль) от парижского Диснейленда.

## История
История аэропорта Шалон — Ватри началась в 1950 году, когда во время холодной войны НАТО столкнулась с рядом проблем, пытаясь решить для сохранения авиации в случае войны. Планирование сохранения ВВС после первого удара в обычных и ядерных войнах должны были разрабатываться именно здесь. Строительство началось в 1953 году, авиабаза Ватри была рассчитана на 50 истребителей с построением трех больших ангаров. После выхода Франции из интегрированной военной структуры НАТО в 1967 году американские войска покинули авиабазу Ватри, и она была закрыта.
В течение многих лет авиабаза Ватри находилась под контролем французских ВВС и использовалась в качестве учебного центра. Около 2000 года она была передана на службу интересам гражданской авиации и сегодня используется в качестве международного грузового и коммерческого пассажирского аэропорта.
Airbus иногда использует этот аэропорт для проведения испытаний самолётов, например, тестов A350 Velocity Minimum Unstick.

## Средства обслуживания
Аэропорт находится на высоте 586 футов (179 м) над уровнем моря. У него есть одна проложенная взлетно-посадочная полоса, обозначенная 10/28, которая имеет размер 3860 на 45 метров (12 664 футов × 148 футов).

## Авиакомпании и направления вылетов
| Авиакомпания    | Пункты назначения             |
| --------------- | ----------------------------- |
| Iberia Regional | Сезонные: Мадрид              |
| Ryanair         | Марракеш, Порту Сезонные: Фес |